# 차이자거우역
차이자거우역(중국어 간체자: 蔡家沟站, 정체자: 蔡家溝站 채가구참[*], 채가구역)은 징하 철로의 철도역이다. 중화인민공화국 지린성 쑹위안시 푸위시 차이자거우진에 있으며, 지린성과 헤이룽장성의 경계 근처에 있다. 1899년 건설됐다.
1909년 10월 26일 우덕순이 이토 히로부미를 암살하기 위해 차이자거우역(채가구역)에서 그가 탄 열차가 도착하는 것을 기다렸다. 하지만 이토 히로부미가 열차에서 내리지 않았기 때문에 기회를 얻지 못했고, 이후 하얼빈역에서 안중근이 이토 히로부미를 암살한 뒤 우덕순은 체포되었다.